# Koziołek (Couïavie-Poméranie)
Pour les articles homonymes, voir Koziołek.
Koziołek est une localité polonaise de la voïvodie de Couïavie-Poméranie et du powiat de Lipno,.